# Leucauge argyrobapta
The Mabel's Orchard Orbweaver  ( Leucauge argyrobapta )  is a  species  of  spider in the  genus, Leucauge, family Tetragnathidae.   It was first noted by John Blake  White in  1841. Conform Catalogue of Life species, in  Leucauge argyrobapta  are subspecies of Leucage venusta.

## Refers
1. Bisby F.A., Roskov Y.R., Orrell T.M., Nicolson D., Paglinawan L.E., Bailly N., Kirk P.M., Bourgoin T., Baillargeon G., Ouvrard D. (red.) (2011). „Species 2000 & ITIS Catalogue of Life: 2011 Annual Checklist”. Species 2000: Reading, UK. Accesat în 24 septembrie 2012.
2. White, A. (1841) Description of new or little known Arachnida., Ann. Mag. nat. Hist. 7: 471-477.
3. SpidCat: The World Spider Catalog. Platnick N.I. & Raven R.J., 2008-01-07

## Legged websites
1. 1 2